# Agence de l'Union européenne pour la cybersécurité
 (août 2012).
Si vous disposez d'ouvrages ou d'articles de référence ou si vous connaissez des sites web de qualité traitant du thème abordé ici, merci de compléter l'article en donnant les références utiles à sa vérifiabilité et en les liant à la section « Notes et références ».
L’Agence de l'Union européenne pour la cybersécurité (AESRI) (ENISA selon l'acronyme en anglais) est une agence de l'Union européenne créée le 10 mars 2004 par un règlement de l'Union européenne. Elle est basée à Heraklion, en Grèce.

## Règlement instituant l'agence
« Règlement (CE) no 460/2004 du Parlement européen et du Conseil du 10 mars 2004 instituant l'Agence européenne chargée de la sécurité des réseaux et de l'information

(11) L'établissement d'une agence européenne, l'Agence européenne chargée de la sécurité des réseaux et de l'information, ci-après dénommée « Agence », qui constituerait une référence et inspirerait confiance du fait de son indépendance, de la qualité de ses conseils et de l'information qu'elle diffuse, de la transparence de ses procédures et de ses modes de fonctionnement ainsi que de la diligence avec laquelle elle s'acquitte des tâches qui lui sont confiées, répondrait à ces besoins. L'Agence devrait s'appuyer sur les initiatives prises aux niveaux national et communautaire et par conséquent exécuter ses tâches en totale coopération avec les États membres et être ouverte à tout contact avec les entreprises et les autres parties concernées. Les réseaux électroniques étant dans une large mesure détenus par le secteur privé, l'Agence devrait s'appuyer sur les informations fournies par celui-ci et travailler en coopération avec lui. »

## Rôle
- Conseiller et assister la Commission et les États membres en matière de sécurité de l'information et les aider, en concertation avec le secteur, à faire face aux problèmes de sécurité matérielle et logicielle.
- Recueillir et analyser les données relatives aux incidents liés à la sécurité en Europe et aux risques émergents.
- Promouvoir des méthodes d'évaluation et de gestion des risques afin d'améliorer notre capacité de faire face aux menaces pesant sur la sécurité de l'information.
- Favoriser l'échange de bonnes pratiques en matière de sensibilisation et de coopération avec les différents acteurs du domaine de la sécurité de l'information, notamment en créant des partenariats entre le secteur public et le secteur privé avec des entreprises spécialisées.
- Suivre l'élaboration des normes pour les produits et services en matière de sécurité des réseaux et de l'information.

## Organisation
- Un conseil d'administration, chargé d'adopter chaque année le budget, le programme de travail et le rapport général.
- Un directeur exécutif, représentant légal de l'Agence, responsable de la gestion et de l'administration quotidienne de l'Agence et notamment de la gestion de ses ressources. Le directeur exécutif est responsable devant le conseil d'administration, à qui il rend compte de sa gestion.
- Un secrétariat, chargé d'assister les comités et le forum et d'exécuter les tâches liées aux procédures d'enregistrement et d'évaluation, à l'élaboration d'orientations, à la mise à jour de la base de données et à la fourniture d'informations.
- Un comité des États membres, chargé de résoudre les éventuelles divergences de vues sur les projets de décision proposés par l'Agence ou les États membres, ainsi que sur les propositions d'identification de substances extrêmement préoccupantes.